# Бромурал

Бромурал

Бромурал (МНН: Бромісовал (Бромізовал); бромовалерил сечовина (bromovalerylurea), броварін (brovarin), С6Н11O2N2Br) — лікувальний препарат, до складу якого входять бром та ізовалеріанова кислота.
Відкрив Кнолл у 1907 та запатентував у 1909.
Білий кристалічний порошок, гіркуватий на смак. Легкий снодійний і заспокійливий засіб. У великих дозах викликає наркоз.
Тривале вживання бромуралу до звикання не призводить,[джерело?] однак може провокувати інтоксикаційний синдром із різними клінічними проявами.
Фармакологічна група. N05CM03 —  анксіолітики, седативні та снодійні препарати